# Аношин, Иван Семёнович
Иван Семёнович Аношин (17 ноября 1904, с. Шепелевка, Саратовская губерния — 1 сентября 1991, Москва) — советский партийный и военно-политический деятель, член ВКП(б) с февраля 1926 года, участник Великой Отечественной войны, генерал-лейтенант (19.04.1945).

## Биография
Родился в селе Шепелевка Саратовской губернии (ныне в составе Турковского района Саратовской области), в крестьянской семье. С 10 лет работал пастухом, батраком у зажиточных крестьян. Окончил 2-классную начальную школу в 1917 года. В 1919 году вступил в комсомол и с октября 1919 г. по апрель 1922 г. был переписчиком волостного исполкома в родном селе. В феврале-мае 1925 г. секретарь сельсовета в д. Малая Журавка Балашовского уезда. С мая 1925 г. ответственный секретарь волостного комитета РЛКСМ в с. Красная звезда Балашовского уезда. В мае-октябре 1926 г. ответственный секретарь волостного комитета ВЛКСМ в с. Макарово того же уезда.
С 15 ноября 1926 г. красноармеец батальона войск ОГПУ, с марта 1927 г. красноармеец 32-й пограничной заставы, с октября 1927 г. секретарь партбюро комендатуры ОГПУ, с мая 1928 г. ответственный организатор групп содействия партии погранотряда, с ноября 1928 г. политрук-библиотекарь дивизиона ОГПУ.
В декабре 1929 г. демобилизован и работал в Махачкалинском городском комитете ВКП(б) сначала заместителем заведующего организационным отделом, а затем заведующим культурно-пропагандистским отделом. В 1930—1932 гг. учился в Институте подготовки кадров ЦК ВКП(б). С 1932 г. — заведующий культурно-пропагандистским отделом, а с февраля 1934 г. инструктор промышленно-транспортной группы Читинского городского комитета ВКП(б). С февраля 1935 г. секретарь партийного комитета управления Северной железной дороги. В 1937 г. окончил Экономический институт Красной профессуры по специальности преподаватель социально-общественных дисциплин, после чего был инструктором ЦК ВКП(б).
С 26 апреля 1938 г. исполнял обязанности первого секретаря областного комитета ВКП(б) АССР Немцев Поволжья и Энгельсского городского комитета ВКП(б), был избран на эту должность 7 июля 1938 г. 1-м пленумом обкома. С ноября 1939 по декабрь 1942 г. — первый секретарь Башкирского областного комитета ВКП(б) и Уфимского городского комитета ВКП(б).
В декабре 1941 г. мобилизован ЦК ВКП(б). С 29 января 1942 г. в звании полковой комиссар его назначили на должность начальника политического отдела 43-й армии. В августе-ноябре 1943 г. слушатель курсов усовершенствования высшего политического состава при Военной академии РККА им. М. В. Фрунзе. В связи с отменой института военных комиссаров и введения единоначалия в Красной армии в конце 1942 года был переаттестован в полковника 5 декабря 1942 г. С 12 ноября 1943 г. членом Военного совета 37-й армии. С 12 мая 1944 г. начальник политуправления 3-го Украинского фронта. 20 апреля 1944 г. присвоено звание генерал-майор, 19 апреля 1945 г. — генерал-лейтенант.
По окончании Великой Отечественной войны, до марта 1947 г., — начальник политуправления Южной группы войск, затем — начальник политуправления Московского военного округа, с ноября 1947 г. — заместитель по политической части командующего войсками Одесского военного округа, в 1950—1953 гг. — член Военного совета войск Дальнего Востока. В 1955 г. окончил Высшую военную академию имени К. Е. Ворошилова. В апреле-декабре 1956 г. заместитель по политической части Начальника войск связи МО СССР. В 1956—1957 гг. — заместитель по политической части Главного военного советника Народно-освободительной армии Китая и одновременно старший советник начальника Главного политического управления Народно-освободительной армии Китая. Затем служил заместителем по политической части начальника Топографического управления Генерального Штаба, с 1961 г. — старшим инспектором Главного политического управления Советской Армии и Военно-морского Флота.
С 27 мая 1968 г. на пенсии.
Избирался делегатом XVIII (1939) и XIX (1952, от Хабаровской областной организации) съездов КПСС; с 21 марта 1939 г. по 5 октября 1952 г. был членом Центральной ревизионной комиссии ВКП(б) (избран на XVIII съезде и XVIII конференции КПСС). Избирался делегатом XVI съезда КП(б)У (1949), с 28 января 1949 г. по 23 сентября 1952 г. был членом ЦК КП(б)У.
Избирался депутатом Верховного Совета РСФСР 1-го созыва (1938-19??, избирался от АССР немцев Поволжья, существовавшая до осени 1941 года), депутатом Верховного Совета СССР 1-го (1941—1946, член Совета Союза от Башкирской АССР) и 2-го созывов (1946—1950, член Совета Национальностей от Особого избирательного округа).
Похоронен на Троекуровском кладбище.

## Награды
Удостоен более 30 правительственных наград, в том числе:
- орден Ленина (13.9.1944)
- орден Красного Знамени (19.3.1944)
- Орден Кутузова I степени (28.4.1945)[14]
- Орден Богдана Хмельницкого I степени (29.6.1945)[14]
- орден Отечественной войны I степени (06.04.1985)
- два ордена Красной Звезды (05.11.1954, 1956)
- Почётный гражданин города Энгельса (1989).

## Сочинения
- Аношин И. С. На правый бой. — М.: Воениздат, 1988.

## Семья
Жена Аношина Нина Ивановна (1905-1993);
Сын Аношин Владилен Иванович (1927-2002) капитан 1 ранга.